# 富爾頓 (堪薩斯州)
富爾頓（英語：Fulton）是一個位於美國堪薩斯州波旁縣的城市。

## 地方資料
富爾頓的面積為0.50平方千米，當中陸地面積為0.50平方千米，而水域面積為0.00平方千米。根據2010年美國人口普查的數據，當地共有人口163人，而人口密度為每平方千米326人。